# Cazilhac (Aude)
Cazilhac é uma comuna francesa na região administrativa de Occitânia, no departamento de Aude. Estende-se por uma área de 3,83 km². Em 2010 a comuna tinha 1 700 habitantes (densidade: 443,9 hab./km²).